# Malpighia emarginata
Malpighia emarginata är en tvåhjärtbladig växtart som beskrevs av José Mariano Mociño, Amp; Sesse och Dc.. Malpighia emarginata ingår i släktet Malpighia och familjen Malpighiaceae. Inga underarter finns listade i Catalogue of Life. Det svenska trivialnamnet Barbadoskörsbär förekommer för arten.
Artens ursprungliga utbredningsområde ligger i Västindien och i det angränsande amerikanska fastlandet. Malpighia emarginata introducerades som odlingsväxt i Afrikas, Asiens och Oceaniens tropiska regioner.
Växten kan vara utformad som buske eller som upp till 5 meter högt träd. Den nästan klotrunda frukten påminner i formen om körsbäret och den är likaså ätlig. Frukten förarbetas vanligen till sylt och juice eller den används för att smaksätta glass. Frukten innehåller cirka 30 gånger mer C-vitamin än citron och apelsin. Den används därför för hudvårdsprodukter.

## Bildgalleri

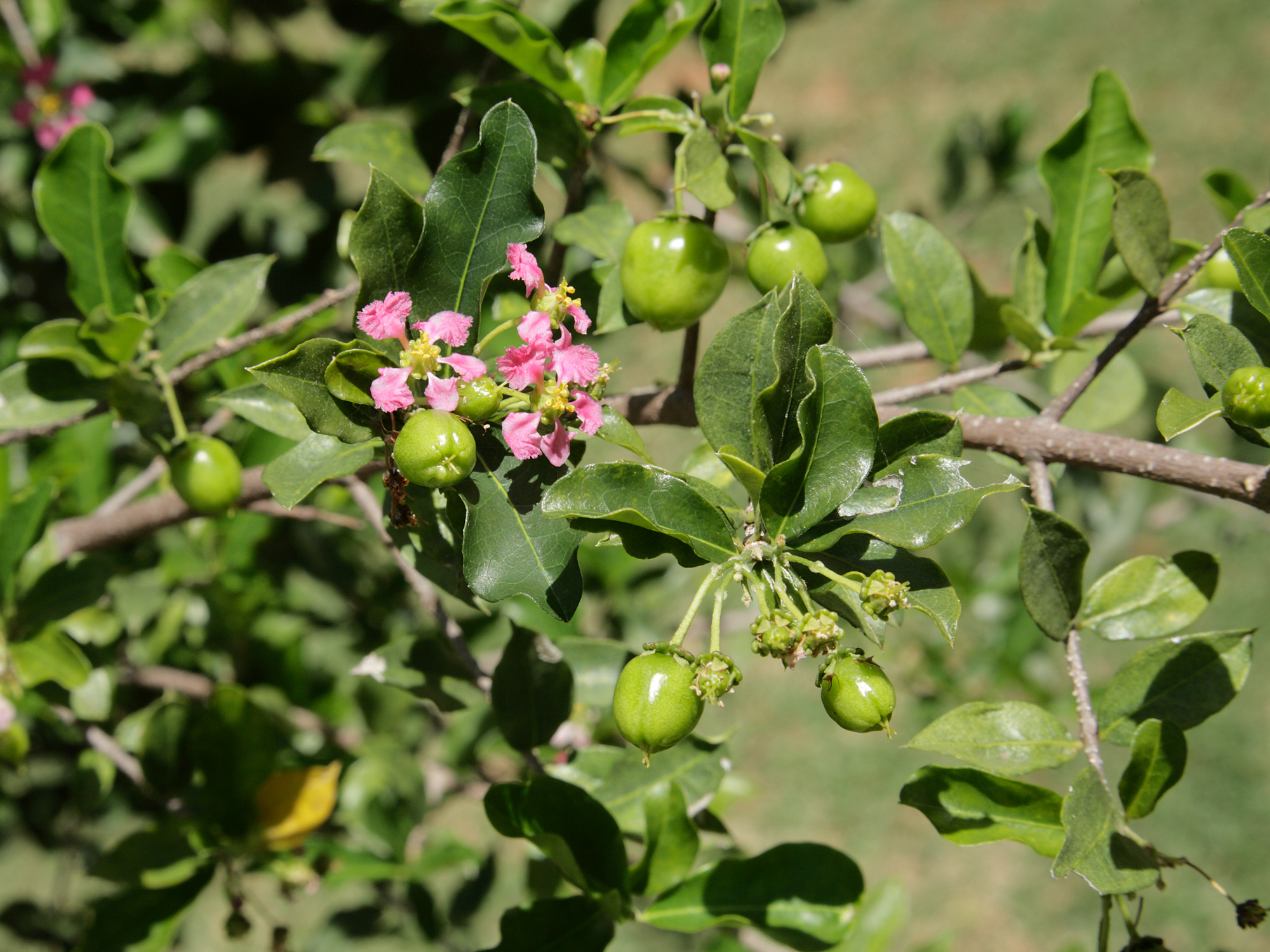
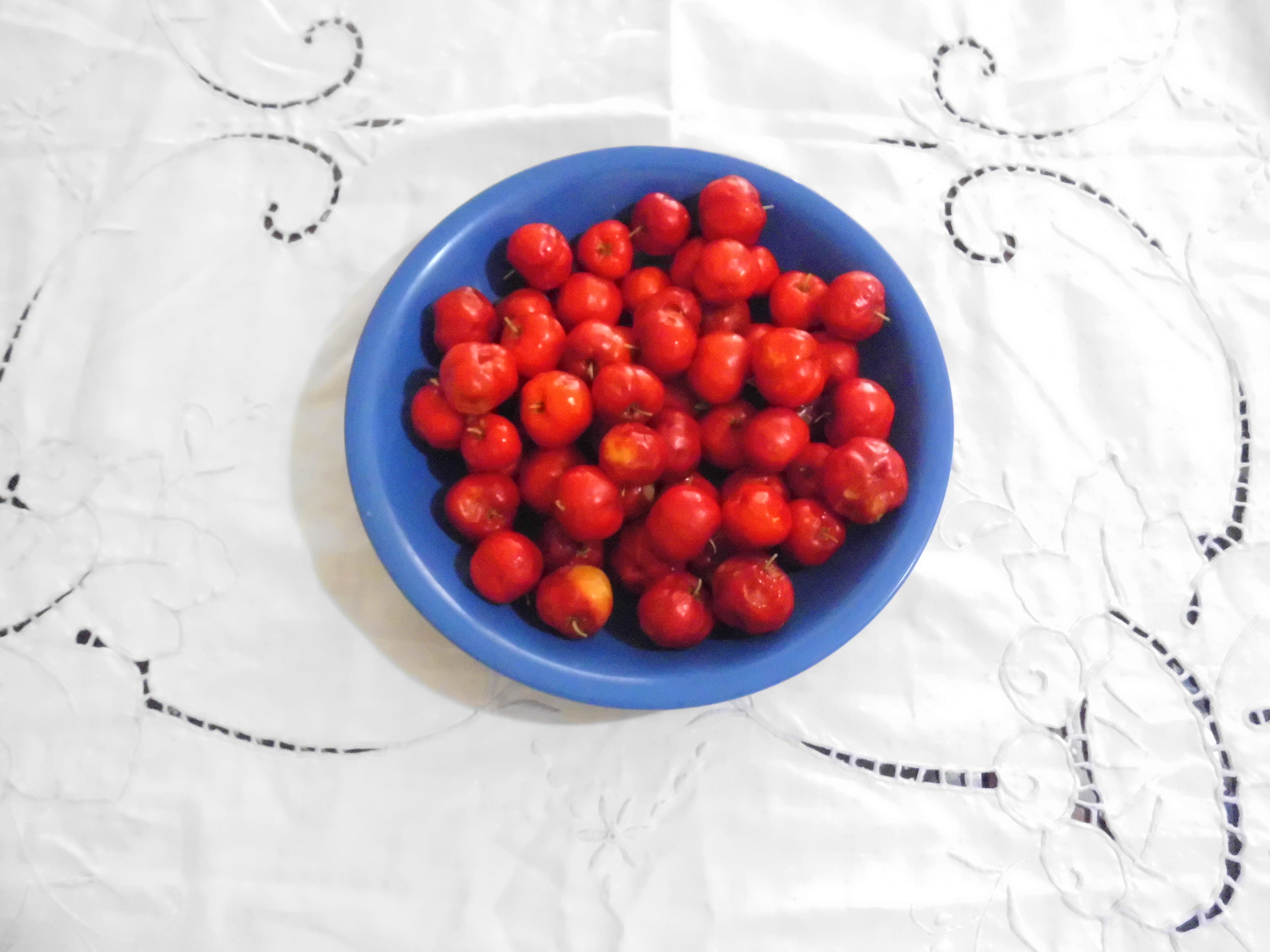
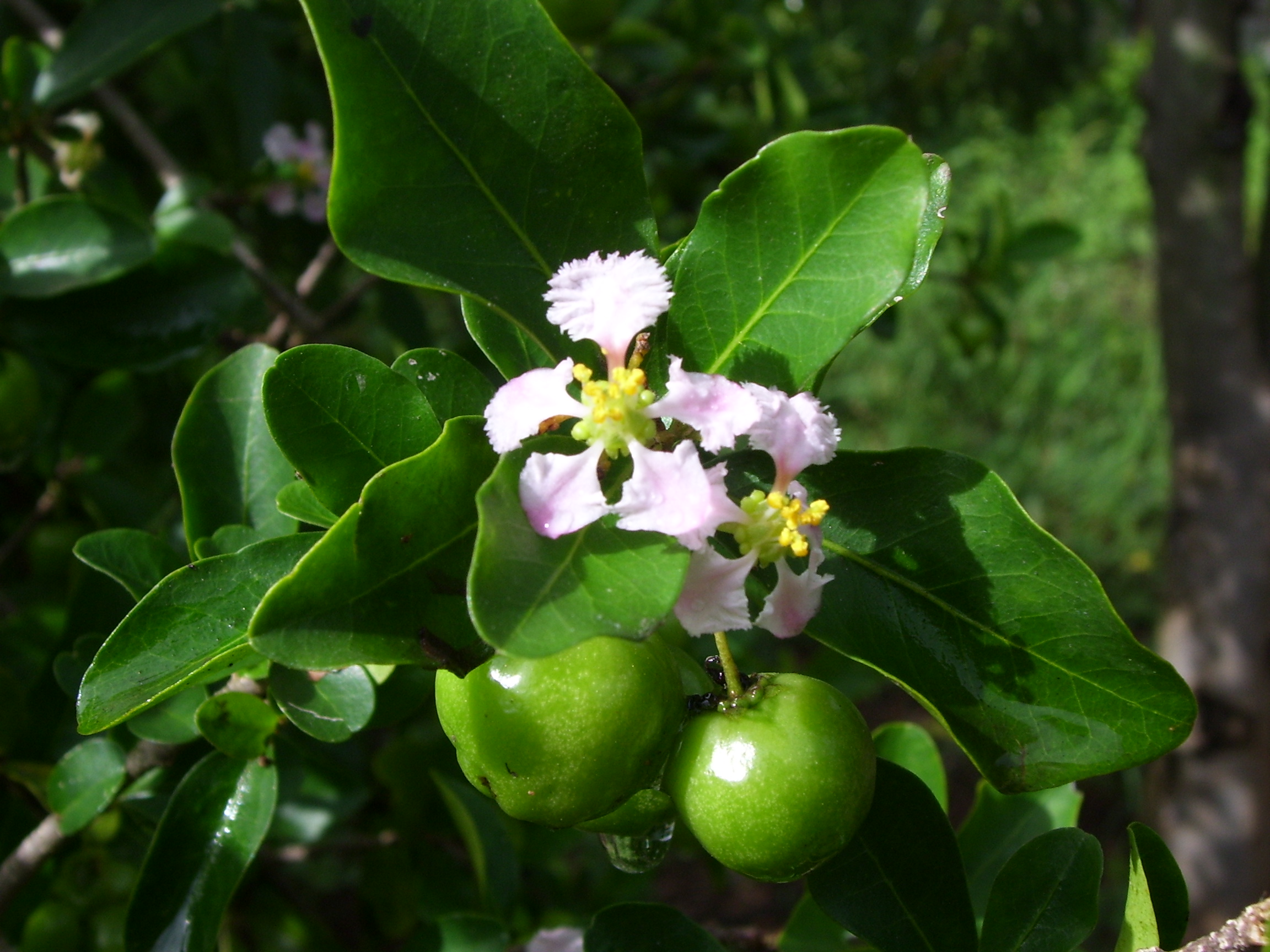
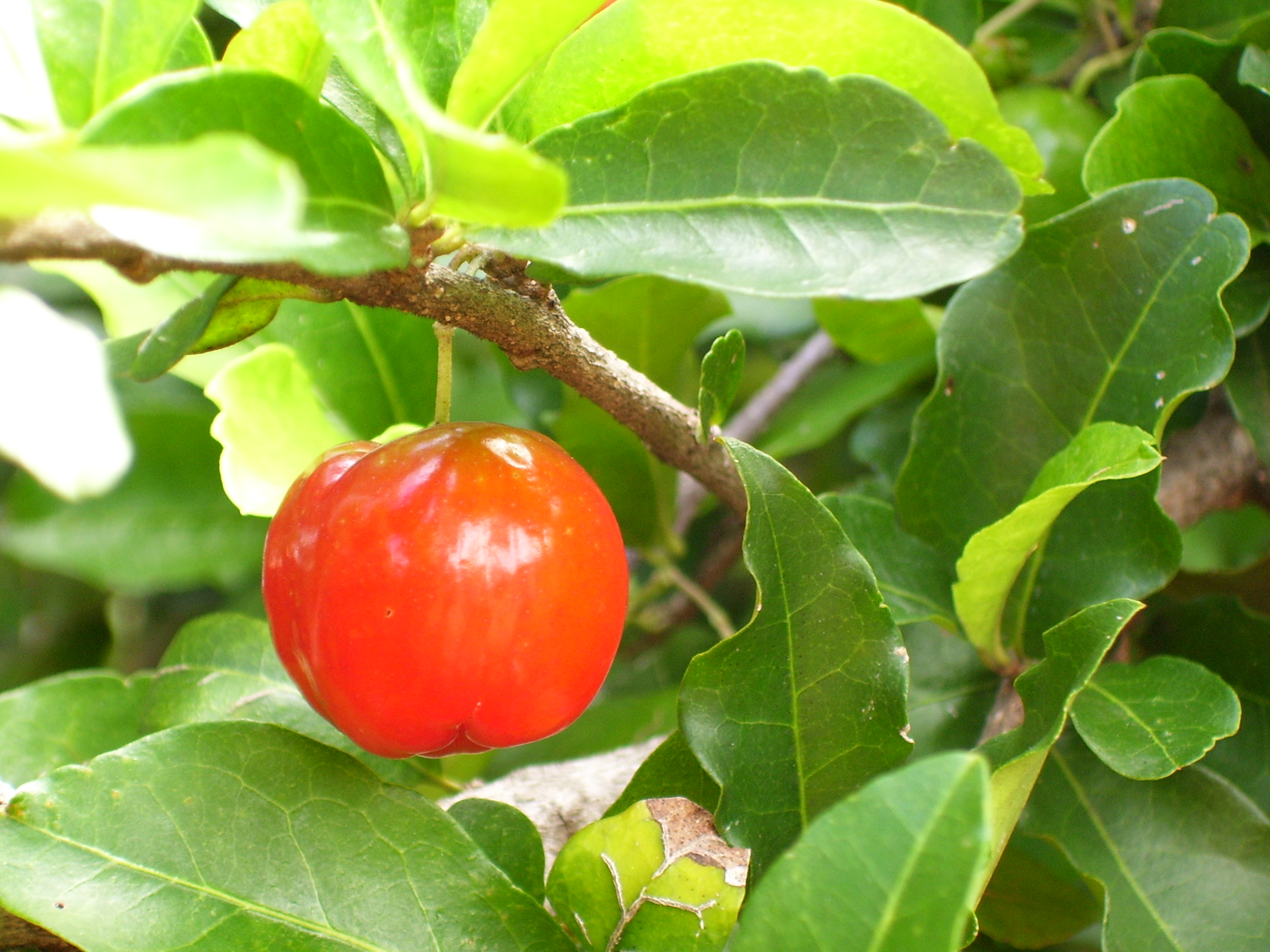
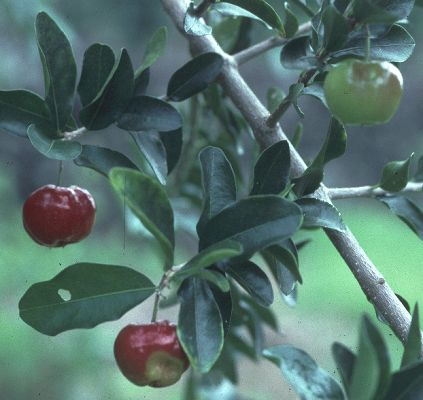
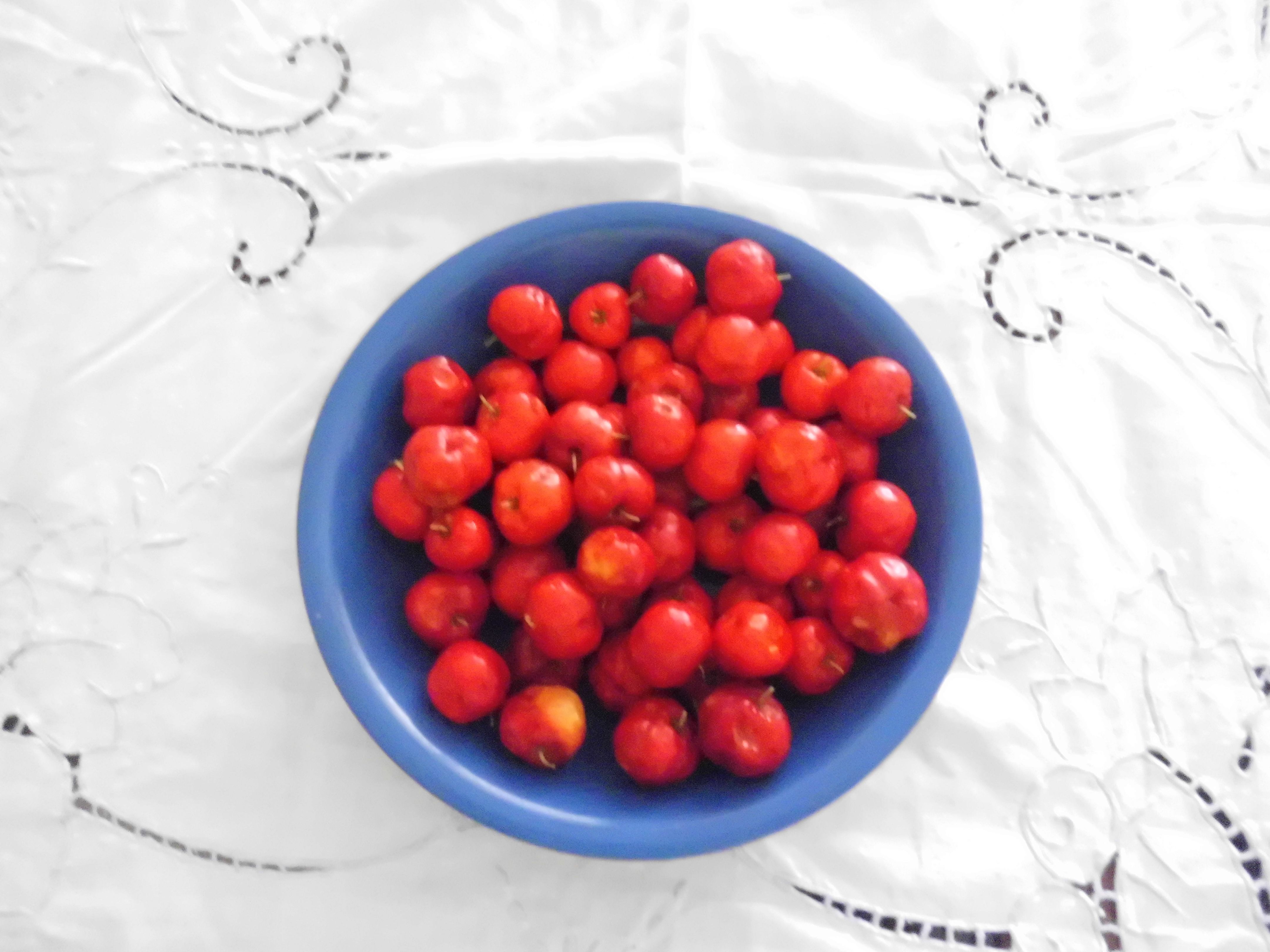